# Vaucheria velutina
Vaucheria velutina ist eine Algenart der Gelbgrünen Algen (Xanthophyceae). Die Fadenalge bildet Matten und Büschel aus Fäden, meist in Salzmarschen und Watten der Meeresküsten. Aufgrund eines neu entdeckten Massenvorkommens im deutschen Wattenmeer vor der Insel Sylt wurde sie von der Sektion Phykologie in der Deutschen Botanischen Gesellschaft zur Alge des Jahres 2021 erklärt.

## Beschreibung
Vaucheria-Arten sind coenocytische, siphonal organisierte Algen, das heißt die langen, schlauchartigen Filamente, die den Thallus bilden, sind nicht (oder nur ganz sporadisch) durch Querwände (Septen) gekammert, sie bilden einen riesigen, nicht in Einzelzellen geteilten Verband (ein Syncytium). Darin liegen zahlreiche Zellkerne und Plastiden; diese sind scheibenförmig und besitzen Pyrenoide. Im Inneren des Schlauchs liegen große Vakuolen. Die Farbe der Chloroplasten, und damit der gesamten Alge, ist mehr oder weniger frisch grün (nicht markant gelbgrün wie eigentlich typisch für die Xanthophyceae). Die Fäden sind durch farblose Seitenfäden, Rhizoide genannt, am Substrat verankert. Die wenig verzweigten Fäden bilden meist verwobene grüne Matten aus, die dem Substrat aufliegen. Die einzelnen Arten der artenreichen Gattung sind morphologisch nur mikroskopisch, anhand der geschlechtlichen Fortpflanzungsorgane oder Gametangien, voneinander zu unterscheiden. Daneben vermehren sie sich auch vegetativ über abgerissene Schlauchbruchstücke sowie asexuell über Sporen (unbewegliche Zoosporen, Aplanosporen genannt).
Bei Vaucheria velutina erreichen die Fäden, je nach Region und Autorenangabe, 40 bis 50, etwa 70 oder sogar 80 bis 100 Mikrometer Durchmesser. Die weiblichen Oogonien und die männlichen Antheridien sind voneinander getrennt, sie sitzen nicht einem gemeinsamen Stielchen auf, sie sind meist sitzend, seltener einzeln sehr kurz gestielt. Antheridien und Oogonien öffnen sich jeweils über eine endständige (apikale) Papille. Die Oogonien sind eiförmig, birnenförmig bis verkehrteiförmig, an der Basis spitzwinklig zurückgebogen, sie sitzen einzeln oder paarweise. Die Antheridien sitzen immer getrennt von ihnen, aber manchmal in der Nähe auf demselben Thallus, oft in kleinen, gereihten Gruppen, an. Die befruchteten Eizellen (Oosporen genannt) erreichen etwa 100 bis 190 Mikrometer Durchmesser. Typisch ist, dass die Oospore das Oogonium nicht ganz ausfüllt.

## Verbreitung und Ökologie
Die Art ist, in geeigneten Lebensräumen, fast weltweit verbreitet in warm- bis kaltgemäßigten Breiten. Sie kommt sowohl im Atlantik wie im Pazifik und deren Nebenmeeren, so auch im Mittelmeer, vor. Im Schwarzen Meer wurde sie erst 2018 zum ersten Mal nachgewiesen
Vaucheria velutina kommt, wie die anderen marinen Arten der Gattung fast nur im Gezeitenwatt und in Salzmarschen, auf Weichsubstraten wie Sand und Schlick vor. Gegenüber anderen Arten der Gattung ist sie relativ empfindlich gegenüber Süßwasser-Einfluss. Die Art wächst bei einer Salinität von über 10 Promille, im euhalinen bis polyhalinen Bereich. Sie bildet daher oft einen Gürtel tiefer und weiter seewärts als die anderen Vaucheria-Arten, so etwa an der spanischen Küste und der deutschen Nordseeküste. An der niederländischen Küste bildet sie einen Gürtel etwa auf Mittelhochwasserhöhe, im Salzwatt zusammen mit Queller, gemeinsam mit zahlreichen anderen Vaucheria-Arten, mit Entwicklungsmaximum im Hochsommer. In der brackwasser-beeinflussten Elbemündung wird sie durch andere Vaucheria-Arten ersetzt. Die Art ist gemeinsam mit Vaucheria subsimplex ein typisches Element dicht unterhalb der Mittelhochwasserlinie auf schluffigen Böden im Quellerwatt, in Schlickgras-Gesellschaften und in Andelrasen. In ähnlichen Lebensräumen ist sie auch entlang der nordamerikanischen Golfküste die häufigste Vaucheria-Art. An der irischen Küste kommt sie vor allem auf Sandgrund im Bereich der Mittelhochwasserlinie vor.

## Neues Vorkommen im Wattenmeer
Im (ungewöhnlich warmen) Sommer 2020 entdeckte der Biologe und Wattenmeer-Experte Karsten Reise vom Alfred-Wegener-Institut vor Sylt ausgedehnte Matten einer Fadenalge, die vorher zumindest in dieser Fülle dort nie vorgekommen war. Diese wurde anhand genetischer Tests (DNA-Barcoding) als Vaucheria velutina identifiziert. Alle Individuen erwiesen sich als genetisch identisch, also ein (asexuell vermehrter) Klon. Reise nimmt an, die neue Alge sei möglicherweise mit eingeführten Pazifischen Austern eingeschleppt worden und könne den Lebensraum nachteilig verändern, etwa über angehäuften Schlick die Wattwürmer vertreiben. Um auf die neue Situation aufmerksam zu machen, hat die Sektion Phykologie in der Deutschen Botanischen Gesellschaft Vaucheria velutina zur Alge des Jahres 2021 erklärt. Andere Wattenmeer-Schützer wie die ostfriesische Naturschutzgruppe Wattenrat bleiben dabei skeptischer. Sie verweisen darauf, dass die Art schon immer in der Nordsee heimisch war (sie wurde sogar hier, nach Exemplaren aus dem Öresund, erstbeschrieben) und auch von der deutschen Nordseeküste schon lange bekannt sei. Die Massenvorkommen weit draußen im Watt scheinen aber tatsächlich neuartig zu sein. Gründe dafür sind unbekannt.

## Taxonomie und Systematik
Die Gattung Vaucheria umfasst etwas weniger als 100 Arten, sie ist überwiegend im Süßwasser und an Land (terrestrisch) verbreitet, alle marinen Arten sind auf die Küsten beschränkt. Innerhalb der Gattung wird die Art der Sektion Woroninia Solms-Laubach zugeordnet. Die Art Vaucheria velutina wurde 1824 durch Carl Adolph Agardh in seinem Werk Systema algarum, nach Exemplaren aus Schweden erstbeschrieben. Ein Synonym ist Vaucheria thuretii Woronin 1869. Ungeklärt ist die Beziehung zu als Vaucheria submarina (Lyngbye) Berkeley aus dem englischen Weymouth beschriebenen Exemplaren. Diese sind nach Tyge Christensen nicht von Vaucheria velutina unterscheidbar, er fasst sie als eine Varietät von dieser, Vaucheria velutina var. separata auf. Andere Autoren gehen, zumindest vorläufig, weiterhin von getrennten Arten aus.